# Brinkley (Arkansas)
Pour les articles homonymes, voir Brinkley.
La ville américaine de Brinkley est située dans le comté de Monroe, dans l’État de l’Arkansas. Lors du recensement de 2000, sa population s’élevait à 3 940 habitants, ce qui en fait la localité la plus peuplée du comté.

## Démographie
| 1880 | 1890  | 1900  | 1910  | 1920  | 1930  | 1940  | 1950  |
| ---- | ----- | ----- | ----- | ----- | ----- | ----- | ----- |
| 327  | 1 510 | 1 648 | 1 740 | 2 714 | 3 046 | 3 409 | 4 173 |

| 1960  | 1970  | 1980  | 1990  | 2000  | 2010  | - | - |
| ----- | ----- | ----- | ----- | ----- | ----- | - | - |
| 4 636 | 5 275 | 4 909 | 4 232 | 3 940 | 3 188 | - | - |

## Source
- (en) Cet article est partiellement ou en totalité issu de l’article de Wikipédia en anglais intitulé « Brinkley, Arkansas » (voir la liste des auteurs).

1. ↑  « Statistiques des États-Unis - Arizona - Profils des comtés de 2010 » (consulté en novembre 2020)